# Cor Luiten
Cornelis „Cor” Luiten (ur. 3 kwietnia 1929 w Utrechcie  – zm. 8 listopada 1978) – holenderski piłkarz grający na pozycji napastnika. W swojej karierze rozegrał 4 mecze w reprezentacji Holandii.

## Kariera klubowa
Prawie całą swoją karierę piłkarską Luiten spędził w klubie DOS Utrecht. Zadebiutował w nim w 1952 roku i grał w nim do końca sezonu 1963/1964. W sezonie 1957/1958 wywalczył z DOS Utrecht mistrzostwo Holandii, jedyne w historii tego klubu. W sezonie 1961/1962 był wypożyczony na rok do Sportclub Enschede.

## Kariera reprezentacyjna
W reprezentacji Holandii Luiten zadebiutował 7 marca 1953 roku w przegranym 1:2 towarzyskim meczu z Danią, rozegranym w Rotterdamie. Od 1953 do 1954 roku rozegrał w kadrze narodowej 4 mecze.